# Sipaliuini
Sipaliuini (Sipaliwini) é um dos 10 distritos do Suriname. Sipaliuini não possui capital distrital, ela é administrada diretamente pelo governo nacional em Paramaribo. É o maior distrito do país.

## Subdivisões
O distrito está subdivido em seis jurisdições (em neerlandês:ressorten):
- Alto Copename
- Alto Saramaca
- Alto Suriname
- Coeroeni
- Cabalebo
- Tapanaoni

1. ↑  Soares, Álvaro Teixeira (1975). História da formação das fronteiras do Brasil. Rio de Janeiro: Biblioteca do Exercito. p. 69